# Monstre del Llac Turtle
El monstre del Llac Turtle és un suposat críptid que habita el Llac Turtle, al centre-oest de Saskatchewan, Canadà. El monstre es descriu generalment com una criatura de 3 a 9 metres de llarg, amb escates, sense aleta dorsal i un cap semblant a un gos, un cavall de mar o un porc.
Es diu que els natius estan nerviosos sobre l'atenció que el monstre podria portar i diuen que és simplement un esturió gegant que viu al llac Turtle.
Aproximadament un cop l'any algú afirma haver tingut un albirament de la bèstia.